# 松平与副
松平 与副（まつだいら ともすけ）は、室町時代中期から戦国時代にかけての武士。形原松平家の祖。

## 略歴
松平信光の五男として誕生。初め、三河国額田郡中山領内に七百貫文の地を領し、文明12年(1480年)に五十貫文を加えられ宝飯郡形原郷に移り住む。。

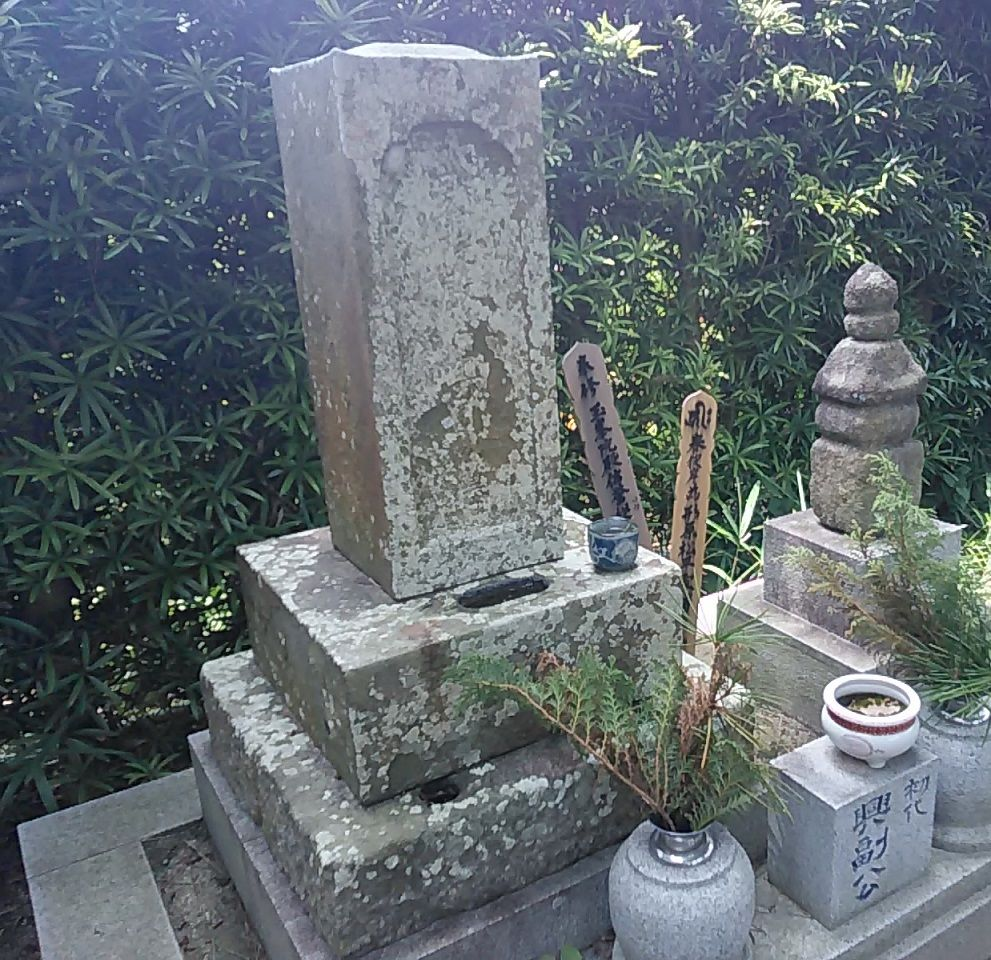
松平与副の墓(蒲郡市光忠寺)

永正年中12月21日に形原で死去した。享年不詳。墓所は愛知県蒲郡市西浦町北馬場の法林山光忠寺。法名は「玉峯院殿前佐州信誉叟元光忠大居士」。
子・貞副が父・与副の菩提を弔うため、形原城の南西に光忠寺を建立した。寺号は与副の法名に因む。一説に弟・光重は形原松平家との繋がりが強く、与副の没後に菩提寺として光忠寺を建てたとも言われる。
近年、村岡幹生は『参州本間氏覚書』の記述から、光重の兄である形原松平家初代は「光忠」が正しく（『寛政譜』などでは、光忠は与副の法名とされる）、与副は息子とされる松平貞副の別名もしくは誤記とする説を唱えている。